# Зведений бюджет України
Зве́дений бюдже́т Украї́ни — сукупність усіх бюджетів, що входять до складу бюджетної системи України. Принципи побудови бюджетної системи регулюються бюджетним законодавством і залежать насамперед від її адміністративно-територіального поділу. Взаємовідносини між різними складовими бюджетної системи визначаються рівнем розвитку демократичних засад у державі.
Зведений бюджет України включає державний бюджет України, бюджет Автономної Республіки Крим і місцеві бюджети. Державному бюджету належить центральне місце в системі державних фінансів. Він охоплює всі сфери економічної діяльності держави. За своєю сутністю бюджет характеризує фінансове становище держави. Проте бюджет — дуже складна економічна категорія, до якої не можна підходити однозначно, як і використовувати його показники без детального аналізу структури бюджетної системи держави.
Централізовані та децентралізовані фонди України цільового призначення включають Пенсійний фонд, Фонд соціального страхування, Фонд сприяння зайнятості, Фонд конверсії, Валютний фонд, позабюджетні фонди місцевих органів самоврядування. Вони певною мірою доповнюють державний бюджет, проте специфіка їх полягає у тому, що ці фонди мають строго цільове призначення і на інші цілі не використовуються. По суті, перелічені фонди є новою складовою державних фінансів України, яка перебуває на стадії становлення.